# غوران ستويكوفيتش
غوران ستويكوفيتش هو لاعب كرة قدم صربي في مركز الدفاع، ولد في 6 ديسمبر 1983 في كروشيفاتس في صربيا. لعب مع نابريداك كروشيفاتس.

## وصلات خارجية
- غوران ستويكوفيتش على موقع قاعدة بيانات كرة القدم.إي يو (الإنجليزية)
- غوران ستويكوفيتش على موقع Soccerway.com (الإنجليزية)